# Leptispa filiformis
Leptispa filiformis is een keversoort uit de familie bladkevers (Chrysomelidae). De wetenschappelijke naam van de soort werd in 1842 gepubliceerd door Ernst Friedrich Germar.